# Strażnica KOP „Wielki Las”
Strażnica KOP „Wielki Las” – zasadnicza jednostka organizacyjna Korpusu Ochrony Pogranicza pełniąca służbę ochronną na granicy polsko-sowieckiej.

## Formowanie i zmiany organizacyjne
W 1925 w składzie 5 Brygady Ochrony Pogranicza, został sformowany 15 batalion graniczny. W skład batalionu wchodziło 12 strażnic. Strażnica KOP „Wielki Las” w latach 1928–1934 znajdowała się w strukturze 1 kompanii KOP ”Rachowicze” . W komunikacie dyslokacyjnym z 1938 nie występuje. Strażnica liczyła około 18 żołnierzy i rozmieszczona była przy linii granicznej z zadaniem bezpośredniej ochrony granicy państwowej.
W 1932 obsada strażnicy zakwaterowana była w budynku prywatnym.

## Służba graniczna
Podstawową jednostką taktyczną Korpusu Ochrony Pogranicza przeznaczoną do pełnienia służby ochronnej był batalion graniczny. Odcinek batalionu dzielił się na pododcinki kompanii, a te z kolei na pododcinki strażnic, które były „zasadniczymi jednostkami pełniącymi służbę ochronną”, w sile półplutonu. Służba ochronna pełniona była systemem zmiennym, polegającym na stałym patrolowaniu strefy nadgranicznej, wystawianiu posterunków alarmowych, obserwacyjnych i kontrolnych stałych, patrolowaniu i organizowaniu zasadzek w miejscach rozpoznanych jako niebezpieczne, kontrolowaniu dokumentów i zatrzymywaniu osób podejrzanych, a także utrzymywaniu ścisłej łączności między oddziałami i władzami administracyjnymi. Strażnice KOP stanowiły pierwszy rzut ugrupowania kordonowego Korpusu Ochrony Pogranicza.
Strażnica KOP „Wielki Las” w 1932 ochraniała pododcinek granicy państwowej szerokości 3 kilometrów 200 metrów od słupa granicznego nr 1029 do 1032.
Sąsiednie strażnice:
- strażnica KOP „Rachowicze” ⇔ strażnica KOP „Chutor Jaśkowickie” - 1928[2]
- strażnica KOP „Chutor Jaśkowickie” ⇔ strażnica KOP „Jaśkowicze” – 1931[4]
- strażnica KOP „Chutor Rachowicze” ⇔ strażnica KOP „Chutor Jaśkowickie” 1929[3], 1932[5], 1934[6]